# Coras alabama
Coras alabama là một loài nhện trong họ Amaurobiidae.
Loài này thuộc chi Coras. Coras alabama được miêu tả năm 1946 bởi Muma.